# Dé à vingt faces
Pour les articles homonymes, voir d20.

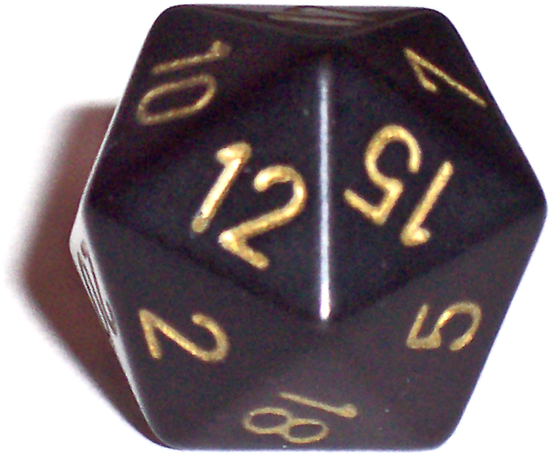
Dé à vingt faces icosaédrique classique.

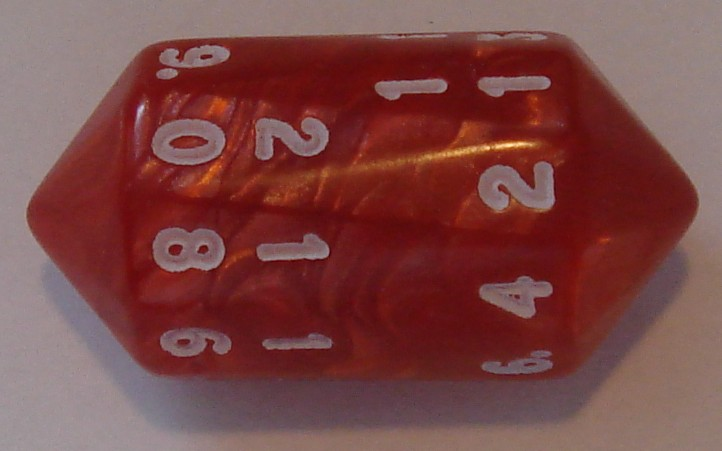
Dé à vingt faces antiprismatique.

Le dé à vingt faces ou d20 en abrégé est un dé comportant vingt faces.
Utilisé couramment dans les jeux de rôle sur table pour obtenir des statistiques différentes de celles du dé à six faces classique, il se trouve généralement sous forme d'icosaèdre mais existe sous forme d'antiprisme. Il existait déjà au temps des Pharaons.
Comme pour la plupart des dés standards, la somme de deux faces opposées du dé est égale à la somme du minimum et du maximum (soit 21 dans le cas du d20).

## Dans les jeux de rôles

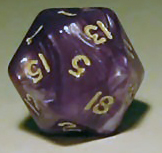
Dé à vingt faces icosaédrique.

### d20 system

#### Origines
Après le rachat de TSR, éditeur du jeu Donjons et Dragons par Wizards of the Coast, il a été décidé de créer une licence, le d20 system, regroupant tous les suppléments (ou dérivés) de Donjons et Dragons 3e édition, ainsi que d'autres suppléments de jeu de rôle sans rapport avec ce dernier, mais se basant sur le manuel du joueur de Donjons et Dragons. Par exemple, cette licence interdit de faire un système de création de personnages différents.
Les manuels utilisant ce système sont identifiables par un logo. Des accords ont été passés avec différents éditeurs pour adapter leurs jeux en D20.

#### Mécanique de jeu
Si le résultat du dé dépasse un seuil prédéfini, l'action est réussie; dans le cas contraire, elle échoue. Des bonus et malus peuvent également s'ajouter au résultat et moduler ainsi le seuil de réussite.
Dans certains jeux à la diffusion plus confidentielle, il se peut que le résultat du dé doive être inférieur au seuil pour que l'action soit réussie. C'est en particulier le cas des jeux d'horreur où les compétences des personnages ne progressent pas mais où, au contraire, leur état physique et mental tend à se délabrer au fur et à mesure de l'avancement du scénario.

### Autres jeux utilisant principalement le d20
- Fading Suns (qui utilise le d20 d'origine, mais possède également une gamme sous licence D20)
- Herowars
- Nephilim: Révélation